# إيفاريستو فرنانديز بلانكو
إيفاريستو فرنانديز بلانكو (بالإسبانية: Evaristo Fernández Blanco)‏ هو ملحن إسباني، ولد في 6 مارس 1902 في ليون في إسبانيا، وتوفي في 22 أكتوبر 1993.